# 錢繹
钱绎（?—?），字以成，嘉定（今属上海市）人。
钱大昭次子，錢大昕之侄。可以說是家学渊源，畢生究穷经术。工於小篆、大篆及鐘鼎文。一生“困躓伏处”，常為世俗所譏。有《十三经汉学句读》、《孟子义疏》二书。